# Ronald Wright

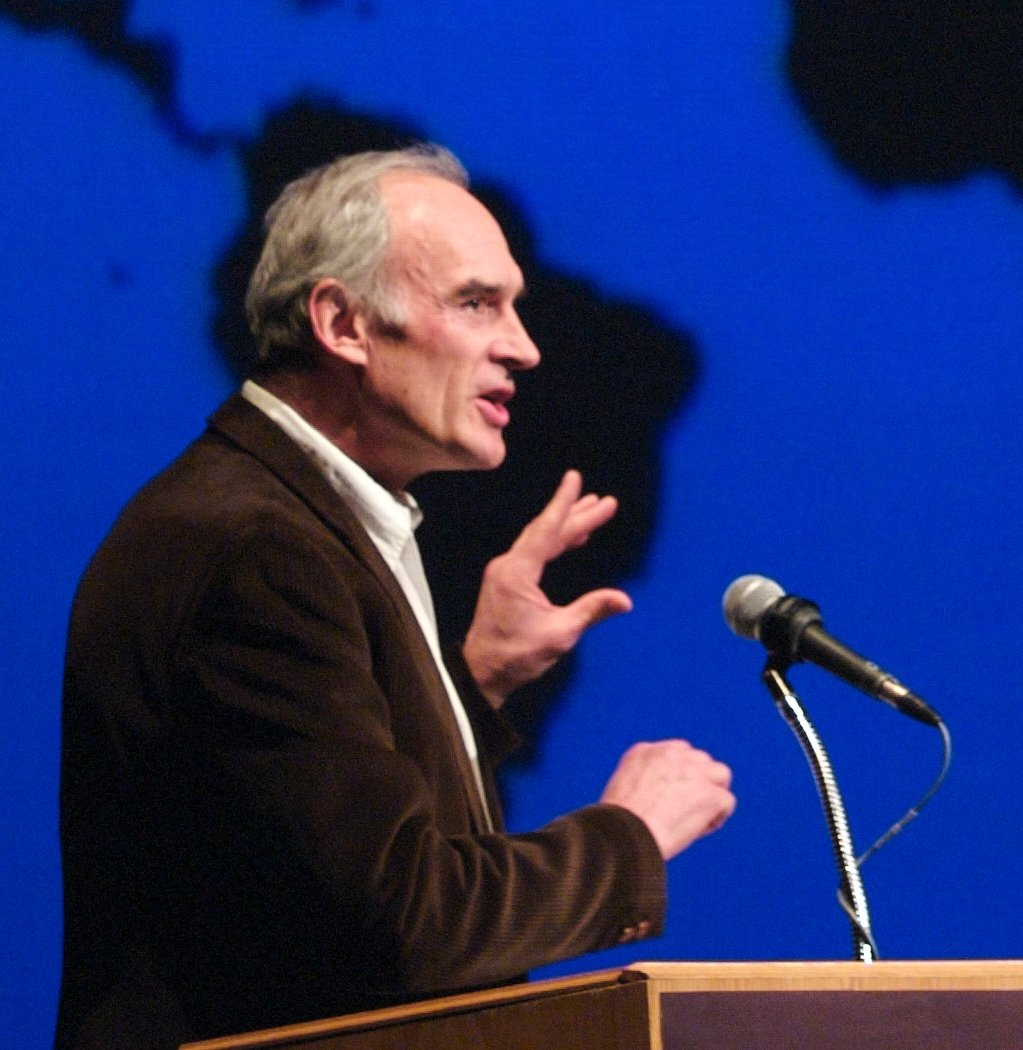
Ronald Wright talar på University of Alberta 2007.

Ronald Wright, född 1948 i London, är en kanadensisk författare, som skrivit böcker om resor, historia och skönlitteratur. Såväl bästsäljaren Stolen Continents som hans roman A Scientific Romance har vunnit flera litterära utmärkelser.
A Short History of Progress betraktar den moderna människans belägenhet utifrån ett 10 000-årigt experiment med civilisation. Slutsatsen är att den mänskliga civilisationen för att överleva måste bli miljömässigt hållbar vad beträffar global uppvärmning och klimatförändring.
Hans senaste arbete What is America?: A Short History of the New World Order (i svensk översättning: Vad är Amerika? - femhundra år av erövring och upplysning) fortsätter den tråd han påbörjat i A Short History of Progress genom att undersöka det Wright kallar ”den kolumbianska eran” och därmed också det moderna amerikanska imperiets beskaffenhet och historiska rötter.
Han hävdar att USA redan från början präglats av religiös upplysningsfientlighet och exploateringen av "gränslandet" (först på indianernas mark, senare globalt) för ständig materiell tillväxt.   
Wright är vidare en flitig bidragare till Times Literary Supplement, och har skrivit och presenterat radio- och tv-dokumentärer på båda sidor av Atlanten. Han studerade arkeologi vid Cambridge och senare vid University of Calgary, där han tilldelades hedersdoktorat 1996. Han har sin bostad i British Columbia.

## Böcker
Urval av originalutgåvor:
- Stolen Continents: The "New World" Through Indian Eyes, 1992, Penguin Books
- A Short History of Progress, 2004, Anansi Press
- What is America?: A Short History of the New World Order, 2008, Knopf Canada

I svensk översättning:
- Vad är Amerika? Femhundra år av erövring och upplysning Optimal förlag